# Édouard Bresson
Pour les articles homonymes, voir Bresson.
 (octobre 2021).
Édouard Bresson, né le 27 juin 1826 à Darney (France) et mort le 12 mars 1911 à Monthureux-sur-Saône, est un homme politique français.

## Biographie
Fils de Louis Bresson, député des Vosges sous la Monarchie de Juillet et conseiller général de Darney, dont les ascendants, nobles, ont acheté un office de lieutenance général vers 1754 et ont obtenu des postes administratifs et politiques. Le grand-père d'Édouard, Pierre Bresson, gravit les échelons durant la Révolution de 1789 et abandonna la particule « de » à son nom de famille. Il devient procureur de syndic à Darney entre 1790 et 1793 et candidat à la Convention. Dans le même temps, son grand-oncle, François devient député de la Convention et membre du Conseil des Cinq-Cents. 
Édouard fait des études de droit à Dijon puis gère les propriétés de son père et épousa Juliette Kiener, fille d'un industriel alsacien, Christian Kiener. Il s'installe ensuite à Monthureux et en 1858 reprend la filature de son beau-père, qu'il gère jusqu'en 1899, année durant laquelle elle est détruite par un incendie. Il est nommé maire de Monthureux-sur-Saône en 1862 et élu conseiller général du canton de Darney de 1870 à 1907, il se rallie à la République en 1871 et pour cela il est renvoyé de son poste de maire en 1873 mais devient député des Vosges de 1876 à 1889, battant Louis Buffet lors de sa première élection. Il retrouve son poste de maire en 1876 qu'il tient ensuite durant toute sa vie. Il siège au Centre gauche et est l'un des 363 qui refusent la confiance au gouvernement de Broglie, le 16 mai 1877. Réélu en 1885 sur une liste opportuniste et s'inscrit à l'Union des gauches mais il ne se présenta pas en 1889. Durant l'affaire Dreyfus, il suivit Jules Méline dans le refus de la politique de « Défense républicaine » et se rapproche de la droite. Durant les élections législatives de 1902, il soutient son gendre Léon Gautier et rentre dans une opposition contre la gauche.

## Décoration
- Chevalier de la Légion d'honneur (20 juillet 1892)